# 클라라 체트킨

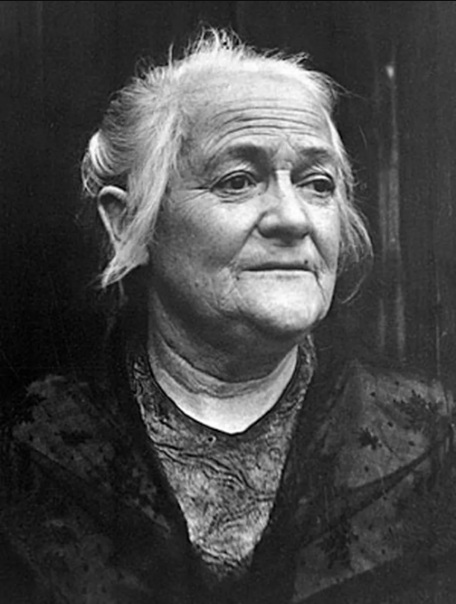
1920년경의 클라라 체트킨

클라라 체트킨(독일어: Clara Zetkin, 1857년 7월 5일 ~ 1933년 6월 20일)은 독일의 마르크스주의 이론가이자 여권운동가이다. 1911년 최초의 국제 여성의 날을 조직했다.
1917년까지 독일 사회민주당원이었으며, 제1차 세계 대전 참전을 옹호하는 당론에 반발하여 로자 룩셈부르크, 카를 리프크네히트 등과 함께 탈당, 독일 독립사회민주당을 창당하고 독립사민당내 극좌파이자 독일 공산당의 전신인 스파르타쿠스 연맹에 가담했다. 스파르타쿠스 봉기가 실패로 돌아간 뒤 공산당을 조직했고, 1920년 ~ 1933년 바이마르 공화국의 국가의회 의원을 역임했다.
아돌프 히틀러의 나치당이 권력을 잡고 1933년 국가의회 의사당 화재 사건이 일어나자 이를 계기로 독일 공산당은 활동이 금지되었고, 체트킨은 소련으로 망명해 거기서 죽었다.

## 같이 보기
- 알렉산드라 콜론타이
- 나데즈다 크룹스카야
- 로자 룩셈부르크